# Loris Del Nevo
Loris Del Nevo (Torino, 31 maggio 1975) è un allenatore di calcio ed ex calciatore italiano, di ruolo centrocampista, tecnico delle giovanili del Chisola.

## Carriera

### Giocatore
Cresce nelle giovanili della Juventus.
Nel 1994 si trova ad Ascoli in Serie B che lo gira a novembre al Palazzolo, da qui inizierà una lunga carriera tra C1 e C2 che lo porterà a giocare con Montevarchi, Atletico Catania, Nocerina, SPAL (con cui retrocederà dalla C1 alla C2), Gualdo, Messina (con cui conquisterà la promozione in Serie C1), Reggiana e Triestina.
Con gli alabardati conquista la promozione in Serie B nel 2001-2002 e la stagione successiva viene ceduto al Cagliari Calcio sempre in Serie B.
Nel 2003-2004 (anno della Serie B a 24 squadre) viene dunque promosso con i sardi e la stagione successiva sempre con il Cagliari esordisce in Serie A: la stagione 2004-2005 sarà anche l'unica di Del Nevo nella massima serie e si concluderà con 12 presenze e nessuna rete.
L'anno successivo torna in Serie B con la Triestina dove non trova spazio venendo dunque girato a gennaio nella Ternana sempre in cadetteria. Anche qui non trova molto spazio in quanto viene coinvolto in un caso di mobbing che lo vedrà vincitore insieme ad altri compagni di squadra nei confronti della società (che invece verrà penalizzata di un punto).
A fine stagione si trasferisce al Perugia in Serie C dove concluderà la carriera nella stagione 2008-2009.

### Allenatore
Terminato la carriera da giocatore, nel 2009-2010 è divenuto vice allenatore di Giuseppe Brucato al Taranto nella Lega Pro.

## Palmarès

### Giocatore

#### Competizioni giovanili
- Campionato Primavera: 1

Juventus: 1993-1994
- Torneo di Viareggio: 1

Juventus: 1994

#### Competizioni nazionali
- Serie C2: 1

Messina: 1999-2000